# Медвеженський повіт
Медвеженський повіт — адміністративно-територіальна одиниця Ставропольської губернії Російської імперії із центром у селі Медвеже.

## Історія
Утворений у 1872 році виокремленням із Ставропольський повіту.

## Населення
За переписом населення Російської імперії 1897 року в повіті проживало 232 929 осіб, з них 105 942 українці (45,5 %).